# Dryadaula melanorma
Dryadaula melanorma är en fjärilsart som beskrevs av Edward Meyrick 1893. Dryadaula melanorma ingår i släktet Dryadaula och familjen äkta malar. Inga underarter finns listade i Catalogue of Life.